# Привидение Бруклинской публичной библиотеки
Привидение Бруклинской публичной библиотеки (или Призрак Бруклинской публичной библиотеки, англ. The Brooklyn Library Ghost, а также Исчезновение Агаты Энн Каннингем, англ. The disappearance of Agatha Ann Cunningham) — вероятно, мистификация сотрудников Бруклинской публичной библиотеки, начатая в октябре 2011 года и активно обсуждавшаяся в американской прессе вплоть до 2016 года, хотя первые её разоблачения появились уже в 2013 году.

## История призрака
На официальном сайте Бруклинской публичной библиотеки в 2011 году был опубликован рассказ о призраке Альвы из Мелроуз-Холла, в нём находилось небольшое дополнение, ставившее читателей в известность, что у библиотеки есть свой собственный призрак, который не похож на бедную героиню рассказа. Легенда, передающаяся среди сотрудников библиотеки, якобы гласит, что шестилетняя девочка, Агата Энн Каннингем (англ. Agatha Ann Cunningham), посещала библиотеку со своими одноклассниками в октябре 1977 года. Она незаметно для сверстников покинула группу. Её отсутствие было обнаружено только несколько часов спустя. Ребёнка искали, но так и не нашли. Утверждалось, что сотрудники и посетители слышат таинственные звуки, исходящие из подвальных помещений библиотеки. Иногда это — тихий и мягкий смех девочки, а иногда — испуганные рыдания потерянного ребёнка. Утверждалось, что группа документалистов недавно посетила библиотеку, чтобы исследовать слухи о призраке.
В октябре 2013 года была устроена публичная бесплатная демонстрация снятого фильма. Фильм носил название «Агата Каннингем (Подлинная история)» (англ. «Agatha Cunningham (The True Story)»). Устанавливались возрастные ограничения — в зал допускались только зрители в возрасте от 10 лет и старше. После просмотра фильма зрителям была предоставлена возможность встретиться со съёмочной группой, которая была представлена аудитории как группа экспертов.
В октябре 2015 года газета «Brooklyn Daily Eagle» сообщила, что «два храбрых… стажёра, Роджер и Питер, провели небольшое расследование и обнаружили правду об Агате». В фильме снялась даже директор Бруклинской публичной библиотеки Линда Джонсон, которая созналась, что пока она сама не видела Агату. «Я убеждена, что я её слышала», — сказала она, тем не менее. Ещё один из сотрудников библиотеки в фильме заявил: «Агата здесь. Она повсюду, она повсюду… она — осязаемая, метафизическая сила». Библиотека разместила короткометражный фильм на своем веб-сайте. Журналистка Мэри Фрост назвала его в своей статье в газете «Brooklyn Daily Eagle» «потрясающим».
Журналистка шестой по размерам тиража газеты США «New York Daily News» Джесса Шрёдер в ноябре 2016 года подготовила репортаж о таинственных событиях в библиотеке. Уточнённая ею информация содержала имя девочки и точную дату её исчезновения: 6-летняя Агата Энн Каннингем, таинственным образом пропавшая без вести 28 октября 1977 года в Бруклинской библиотеке. Утверждалось, что история о призраке и исчезновении существует многие годы. Посетители сообщали, что слышали «таинственные шумы, такие как смех девочки или рыдания, исходящие из подвальных помещений». В 2011 году библиотека выпустила снятый по её инициативе документальный фильм и рассказала подробности о пропавшем ребёнке и предполагаемом призраке. Несколько из давних сотрудников библиотеки были опрошены и поделились своим личным опытом встреч с призраком. Сотрудник библиотеки Говард Берман, который, по его словам, впервые посетил здание в 1977 году (во время происшествия), сообщил журналистке в интервью, что чувствует себя лично ответственным за её исчезновение. «Я потерял Агату… но тогда я влюбился в библиотеку», — сказал он, отметив, что он всё ещё травмирован трагическим событием: «Я думал, что не смогу никогда увидеть Агату; но я могу быть в библиотеке, где я в последний раз видел её. Я всегда прихожу на работу, потому что Агата здесь. Она повсюду, она везде». Сотрудник библиотеки Ричард Рейес-Гавилан утверждал, что во время пребывания на рабочем месте у него возникают странные и необъяснимые переживания: «Мы с Агатой не очень хорошо ладим. Пару лет назад, я думаю, ей стало известно, что мы собираемся избавиться от многих книг, находящихся здесь, и она всерьёз разозлилась. Она устроила хаос из сотен книг, которые здесь хранились. И это были самые ценные книги для нас».
Журналистка в конце статьи сделала вывод, что «пугающие истории, безусловно, убедительны, и мы не можем не задаться вопросом о подлинном местонахождении Каннингем в настоящее время, поскольку с 1977 года никаких документальных сведений о её судьбе нет».

## Разоблачение фальсификации
Первое разоблачение было предпринято в конце октября 2013 года. Газета «Courier Life’s Brooklyn» и её онлайн-вариант «Brooklyn Daily» напечатали статью, где прослеживалось появление истории об исчезнувшей девочке. Газета сделала вывод, что группа хитроумных библиотекарей сфабриковала новостные сюжеты, сняла фальшивый документальный фильм и солгала журналистам, рассказывая о паранормальных событиях, происходящих в её здании. По мнению газеты, легенда о пропавшей девочке возникла именно в 2011 году, когда библиотека выпустила 13-минутный документальный фильм о призраке шестилетней Агаты Каннингем, которая якобы исчезла без вести в книжном хранилище в 1977 году и чей призрак заключён в подвале здания. К мистификации была причастна большая группа людей. В онлайн-видео на сайте библиотеки были представлены посетители библиотеки, её работники, полицейский и даже директор Бруклинской публичной библиотеки Линда Джонсон, свидетельствующие о своих встречах с призраком девочки. Сфальсифицированные фотографии «показывали» Каннингем со своей семьёй на разных этапах её короткой жизни. Её «мать» рассказывала об исчезновении девочки во время роковой поездки в библиотеку. «Одноклассник» Каннингем Говард Берман дал интервью о том, как он устроился на работу в библиотеке, чтобы быть рядом с пропавшей подругой. Этот эпизод, по мнению «Courier Life’s Brooklyn», был наиболее убедительным в фильме и по настоящему внушал ужас зрителям.
Газета сообщала, что никакой Агаты Энн Каннингем нет в реестре Национального центра пропавших без вести детей. Единственный газетный источник материала, показанный в фильме, — статья из газеты «Brooklyn Daily Eagle», якобы относящейся к 1977 году, которую демонстрирует архивист Айви Марвел зрителям. Но газета «Brooklyn Daily Eagle» прекратила существование в 1955 году и, за исключением неудачного возрождения в начале 1960-х годов, не издавалась до 1996 года, когда была возобновлена. Позже Марвел утверждал, что упомянутая заметка была впоследствии утеряна им. Тщательный просмотр фрагмента фильма показал, что эта статья является переработанной версией статьи «Нью-Йорк таймс» об исчезновении в 1979 году шестилетнего Итана Патца из района Сохо на Манхэттене. В конце концов сами сотрудники библиотеки были вынуждены признаться в фальсификации. «В нём [фильме] нет реальных фактов, но мы хотели создать иллюзию, что это может быть правдой», — сказала Лиз Фокс, библиотекарь Центра работы с молодежью, которая сняла фильм в рамках образовательного мероприятия для подростков. Всё это, по её утверждению, было сделано, чтобы способствовать развитию здорового скептицизма у детей. «Там есть урок», — сказала она, — «вы не всегда можете верить всему, что вам говорят, и должны делать свои собственные умозаключения».
Несмотря на разоблачение мистификации в средствах массовой информации и признание её создателей, легенда о призраке Агаты Энн Каннингем пользуется популярностью среди посетителей библиотеки, её рассказывают сотрудники библиотеки во время экскурсий, о ней сообщают путеводители по Бруклину.